# Caradrina ingrata
Caradrina ingrata là một loài bướm đêm trong họ Noctuidae.